# Gigantochloa ligulata
Gigantochloa ligulata är en gräsart som beskrevs av James Sykes Gamble. Gigantochloa ligulata ingår i släktet Gigantochloa och familjen gräs. Inga underarter finns listade i Catalogue of Life.